# 六腳村
23°30′33.4″N 120°15′0.74″E / 23.509278°N 120.2502056°E
六腳村（白話字：La̍k-kha Chhuan）位於臺灣嘉義縣六腳鄉西方，面積約為2.063842平方公里，行政區包含13鄰，為具有本土農村特色的聚落。

## 地理
本村東以六腳排水與正義村相接，西以北港溪與雲林縣水林鄉為界，南以縣道166線與六南村相連，北鄰魚寮村。全村面積約為2.063842平方公里，村內有東石支線流經，六腳村以其居於原六腳佃大字北部而得名，並簡化成六腳村。

## 聚落歷史
六腳鄉舊稱「六家佃庄」相傳清乾隆年間有六戶佃農至此開墾，遂以六家佃庄稱之，後因臺語「家」與「跤」音近訛傳，遂改名「六腳佃」。1901年，分屬樸仔腳支廳「灣內區」、「六腳佃區」。1920年台灣地方改制，廢區置庄，合灣內、六腳佃兩區及樸仔腳區之下雙溪、溪墘厝為「六腳庄」劃歸台南州東石郡管理，庄役場設於六腳，1921年8月9日遷至蒜頭。戰後初期設置台南縣東石區六腳鄉，1950年改為嘉義縣六腳鄉至今。

## 教育
- 嘉義縣六腳鄉六腳國民小學[3]。

## 文化資源
順天宮，奉祀五府千歲之李王爺，至光緒十七年(1891)，創建廟宇，取名順天宮。

## 景點
蒜頭糖廠位於嘉義縣六腳鄉的製糖工廠，舊稱蒜頭製糖所，原屬明治製糖株式會社，建於1911年，蒜頭糖廠建於西元1906年，在日治時代曾是全台第三大糖廠。2001年納莉颱風造成廠區設備嚴重毀損，因此停止製糖業務。今日蒜頭糖廠結合台糖的五分車，已轉型成觀光休閒用途的「蔗埕文化園區」。

## 出生名人
伍佰，本名吳俊霖生於1968年1月14日，藝名伍佰，出生於嘉義縣六腳鄉，臺灣搖滾樂男歌手、填詞人、作曲家、音樂製作人，也是搖滾樂團「伍佰&China Blue」的主唱及主音吉他手。